# Рукердаг
Рукерда́г (рос. Рукердаг) — гірська вершина у північно-східній частині Великого Кавказу. Знаходиться на території Росії (південний Дагестан).